# Vorm (fysiek)

Drie lichamen: piramide, bol en kubus

De vorm is een fysiek kenmerk van een voorwerp, namelijk de ruimte die het in zijn omgeving inneemt. Deze ruimte wordt begrensd door de randen van het voorwerp. De vorm bepaalt hoe het voorwerp door het te zien of te voelen door mensen wordt waargenomen en is het uiterlijk van een voorwerp.

Vorm is alle meetkundige informatie die overblijft als de plaats, schaal en draaiing van een voorwerp buiten beschouwing worden 
gelaten.

Lichamen, in de wiskunde gebruikte driedimensionale vormen, maar ook vlakke meetkundige vormen kunnen met behulp van punten, lijnen, krommen en vlakken worden beschreven. Dat is in de dagelijkse praktijk, bijvoorbeeld met de vorm van de Aarde, minder gemakkelijk.